# پیرآقانیم
پیرآقانیم (به ترکی آذربایجانی: Pirəqanım) یک منطقهٔ مسکونی در جمهوری آذربایجان است که در شهرستان اسماعیللی واقع شده‌است. پیرآقانیم ۲ نفر جمعیت دارد.